# Рамеев, Закир Садыкович
Мухамметзакир Мухамметсадыкович Рамиев (тат. Мөхәммәтзакир Мөхәммәтсадыйк улы Рәмиев; 23 ноября 1859, Зирган, Оренбургская губерния — 9 октября 1921, Орск, Оренбургская губерния) — классик татарской литературы, известный золотопромышленник и меценат, оренбургский купец первой гильдии. Член Государственной Думы первого созыва (от Оренбургской губернии).

## Биография
Родился в 1859 году в селе Зирган Стерлитамакского уезда Оренбургской (с 1865 г. — Уфимской) губернии (в настоящее время село в Мелеузовском районе Башкортостана) в семье татарского купца.
Бо́льшую часть жизни прожил в Оренбургской области, 2 года обучался в Турции. Закир Рамеев известен как общественно-политический деятель. Вместе со старшим братом Шакиром Рамеевым (умер в 1912 г.) издавал выходившие в Оренбурге либеральные мусульманские газету «Вакыт» («Время», 1906—1918 гг.) и журнал «Шуро» («Совет», 1908—1917 гг.), редактором которого являлся Ризаитдин Фахретдинов, известный богослов и учёный. Входил в состав попечительского совета медресе «Хусаиния» (Оренбург). Был высокообразованным человеком, много путешествовал по Европе.
В 1890—1900 гг. Мухаммадзакиру и Мухаммадшакиру Рамеевым от родителей перешли золотые прииски в Орском уезде, где было в общей сложности намыто и сдано государству более 5 тонн золота. Рамеевы заботились о техническом оснащении приисков. На приисках Рамеевых трудились 850 рабочих. Известна благотворительная деятельность Рамеевых. На полученную прибыль они издавали книги татарских писателей, содержали десятки образовательных школ для татар, покровительствовали студентам-татарам, обучавшимся в высших учебных заведениях, строили мечети. В деревнях башкир, с которыми Рамеевы заключали договора об аренде золотоносных участков, строили мечети, открывали медресе.
После Октябрьской революции 1917 г. остался в России. Участник 1-й Всероссийской конференции по шрифту и орфографии татарского языка, которая состоялась в Казани в январе 1919 г.
Умер 9 октября 1921 в г. Орске. Могила не сохранилась, так как на месте татарского кладбища в 1930-х годах был построен завод.

## Творчество
Закир Рамеев занимался литературной деятельностью. Свои стихи подписывал псевдонимом Дэрдменд, что в переводе с персидского означает опечаленный, сострадающий. Стихи его проникнуты своей неповторимой прелестью, они печальны и мелодичны.

## Оценки деятельности
Во времена господства советской идеологии наряду с признанием значимости творчества писателя зачастую подчеркивалось его буржуазное происхождение и принадлежность к эксплуататорскому классу. Так, например, писатель Мажит Гафури писал: «… мы работали на золотых приисках поэта! Тысячи изнуренных, падавших от усталости рабочих обогащали поэта Дардемэнда. Но он в своих стихах ни разу не вспомнил о них. Видно, сердце его, горевшее „восточной страстью“, билось не для них. Огонь поэта согревал лишь тех, кто был богат.» В настоящее время предпринимательская и общественная деятельность писателя, получили высокую оценку. Президент Республики Башкортостан М. Г. Рахимов отмечал:
Люди помнят Закира Рамиева и его брата Шакира как истинных патриотов своей Отчизны. На основании исследований учёных, краеведов, по воспоминаниям современников, близко знавших братьев Рамиевых, известно, что они внесли значительный вклад в экономику, духовную и социальную жизнь региона. На их предприятиях были обеспечены работой жители многих башкирских сел Баймакского, Учалинского, Зилаирского, Хайбуллинского, Абзелиловского, Зианчуринского районов.
Показывая яркий пример социальной ответственности предпринимателей, Рамиевы помогали нуждающимся семьям, строили больницы, библиотеки, школы, мечети, медресе, обучали за свой счёт детей башкир и татар в престижных учебных заведениях России, организовали массовое книгоиздание.

## Семья
- Двоюродный брат Мухамметгариф Рамеев, являлся известным стерлитамакским имамом[3]
- Жена Махунжамал (свадьба состоялась в 1882 году)
  - Дети: сыновья Искандер, Гариф, Ягфар, Мурад, Фоад и Башир и дочери Рауза (была замужем за одним из сыновей купца Абдулвали Яушева[4]) и Зейнеб
    - Внук Рамеев, Башир Искандарович, советский учёный-изобретатель, разработчик первых советских ЭВМ

- Брат Шакир Рамеев
  - Племянница Камила Рамеева, дочь брата Шакира, жена Садретдина Максудова (Садри Максуди), российского, а позднее турецкого юриста
    - Внучатая племянница Адиля Айда, дочь Садри Максуди и Камилы Рамеевой, турецкая писательница, историк, дипломат

## Память
Решением Казанской городской думы от 4 марта 2015 года № 26-41 одной из улиц посёлка Салмачи была названа улицей Дэрдменда.